# Coccus latioperculatum
Coccus latioperculatum är en insektsart som först beskrevs av Green 1922.  Coccus latioperculatum ingår i släktet Coccus och familjen skålsköldlöss. Inga underarter finns listade i Catalogue of Life.